# Windmühlenturm an der Langen Wand

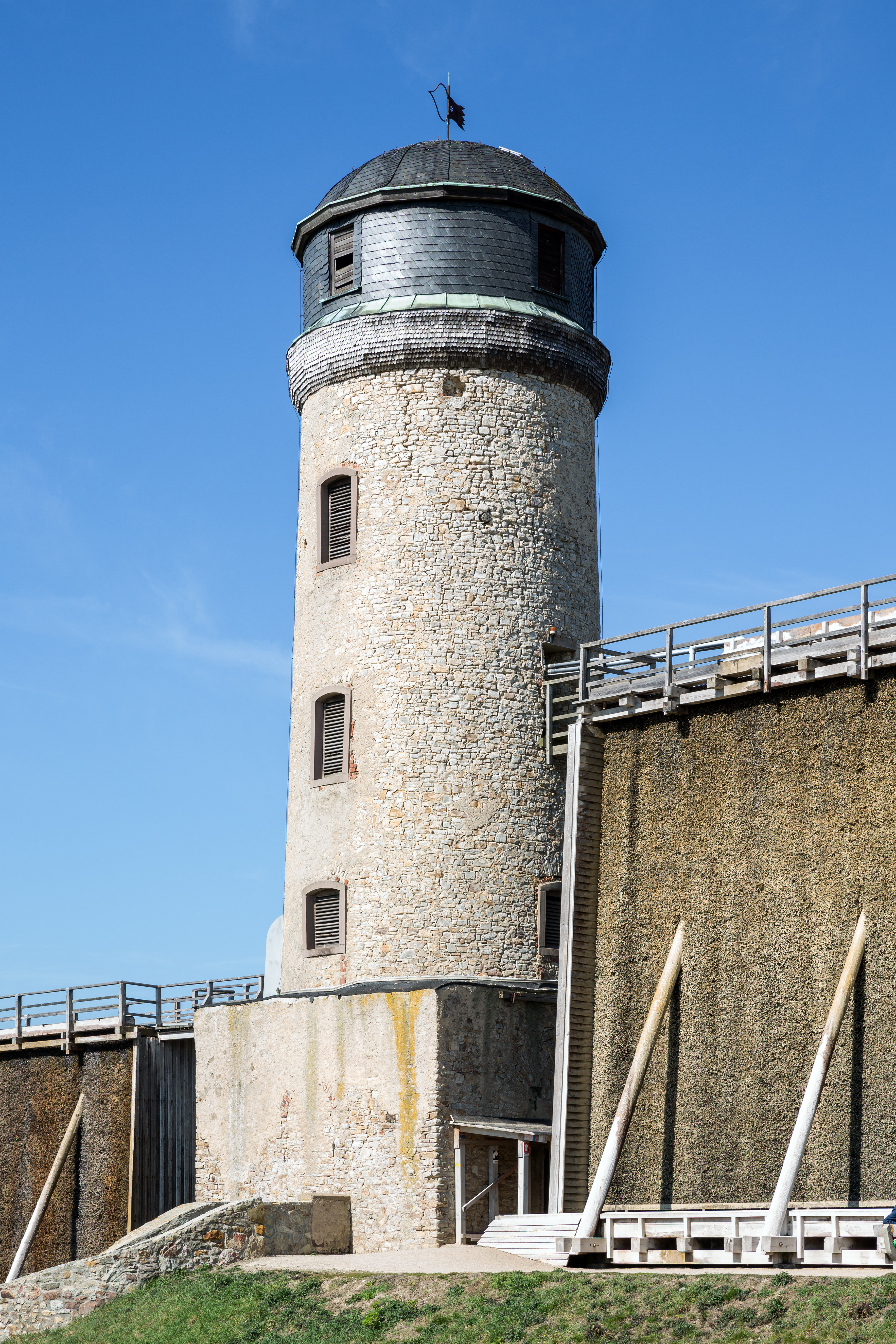
Windmühlenturm von Südosten

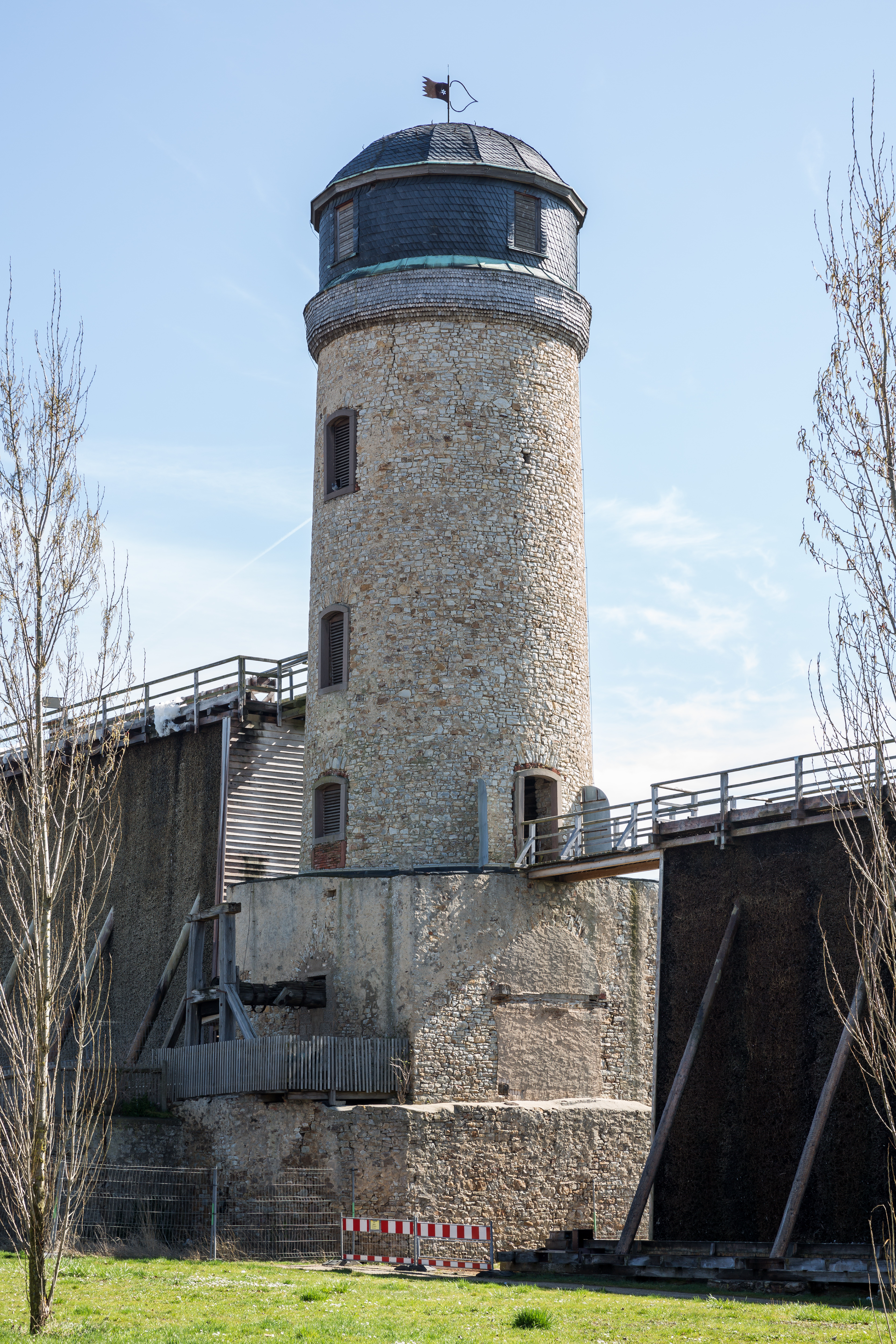
Ansicht von Nordwesten mit sichtbaren Resten der Pumpanlage

Der Windmühlenturm an den der „Langen Wand“ ist der Turmschaft einer ehemaligen Windmühle, die Sole auf das Gradierwerk, die „Lange Wand“, in Bad Nauheim pumpte. Der Windmühlenturm gehört zu den markantesten Wahrzeichen der Stadt.

## Geschichte
Die Windmühle wurde um 1747 aus dem Taunusquarzit der Steinbrüche am Johannisberg erbaut und hatte ursprünglich eine Höhe von 20,6 Metern. Die drehbare Dachkuppel war mit Holzschindeln gedeckt, und die Windmühlenflügel hatten eine Bespannung aus Segeltuch. In Nauheim war damals unter der Leitung des Kammerrats Jacob Sigismund Waitz von Eschen eine der größten Siedesalinen Europas entstanden. Um die Sole auf die bis zu 3700 Meter langen Gradierbauten zu pumpen, standen zehn Triebwerke zur Verfügung: sieben Wasserräder, ein Tretrad für Pferde, die sogenannte Rosskunst, sowie zwei mächtige Windpumpen, den hier behandelten Turm an der Langen Wand und den Waitzschen Turm hinter dem Thermalbad. Die Windmühlenflügel hatten eine Spannweite von 20 Metern.
Der Antrieb der Pumpen im Turm an der Langen Wand wurde je nach Bedarf sowohl über die Königswelle des Windmühlen als auch über ein 886 Meter langes vom  Wasserrad in Schwalheim ausgehendes Kunstgestänge bewegt. Nahezu 80 Jahre lang, von 1747 bis 1824, drehten sich die Windmühlenflügel an den Türmen und übertrugen ihre Energie auf die Solepumpen.
Im Herbst 1824 zerbarsten die Flügel an beiden Türmen während eines Orkanes, auch die Turmkappen wurden abgedeckt. Wegen zu hoher Kosten lehnte der damalige Salineninspektor Wilhelmi eine Reparatur ab. 1826 wurden die Flügel abmontiert und die anfallenden Materialien zum Bau des neuen Schwalheimer Kunstgestänges verwendet. Die Kuppel des Windmühlenturmes an der „Langen Wand“ ersetzte man durch einen 6,30 Meter hohen Fachwerkbau mit Schieferdach. Heute hat der Turm eine Höhe von 26,6 Metern. Der Waitzsche Turm erhielt ein Kupferdach.
Der Windmühlenturm an der Langen Wand ist ein Kulturdenkmal aufgrund des Hessischen Denkmalschutzgesetzes.

## Reaktivierung
Im März 2013 wurde der Verein Wind- und Wasserkunst Bad Nauheim e. V. mit dem Ziel gegründet, die Wasserräder und Windmühlen, mit denen die Pumpanlagen ursprünglich betrieben wurden, wieder betriebsfähig herzustellen. Dazu zählt auch der Windmühlenturm an der Langen Wand. Im März 2017 schloss der Verein mit der Stadt Bad Nauheim einen Vertrag zur Überlassung des Turms auf 30 Jahre, um die Windmühle wieder herzustellen. 2018 wurde der entsprechende Bauantrag eingereicht, der auf einem Plan des Windmühlenbauers Rüdiger Hagen aus Wedemark in Niedersachsen basiert. Finanziert werden soll das über Spenden.